# الانتخابات العامة السودانية 2000
 أجريت انتخابات عامة في دولة السودان في الفترة من 13 إلى 23 ديسمبر 2000 لانتخاب رئيس و مجلس وطني .
قاطعة الانتخابات أحزاب المعارضة الرئيسية بما فيها حزب الأمة الحزب الإتحادي الديمقراطي و المؤتمر الوطني الشعبي  مما أسفر عن انتصار سهل للرئيس عمر البشير للمؤتمر الوطني في الانتخابات الرئاسية مع الكنغرس الوطني .
و إنتصر أيضاً في إنتخابات الجمعية الوطنية وفاز 355 مقعداً من أصل 360 مقعداً ومنها 112 من دون جدال.

## النتائج

### الانتخابات الرئاسية
| مرشح                      | حفل                         | الأصوات | ٪    |
| ------------------------- | --------------------------- | ------- | ---- |
| عمر البشير                | مجلس الشيوخ الوطني          |         | 86.5 |
| جعفر نميري                | تحالف القوى العاملة الشعبية |         | 9.6  |
| مالك حسين                 |                             |         | 1.6  |
| الصموئيل حسين عثمان منصور | الديمقراطيين الليبراليين    |         | 1.0  |
| محمود احمد جحا            |                             |         | 1.0  |
| مجموع                     | مجموع                       |         | 100  |

### الجمعية الوطنية
| حفل                | الأصوات | ٪ | مقاعد                      |
| ------------------ | ------- | - | -------------------------- |
| حزب المؤتمر الوطني |         |   | 350                        |
| المستقلين          |         |   | 10 (2 من الإخوان المسلمين) |
| مجموع              |         |   | 360                        |